# Station Oakham
Oakham is een spoorwegstation van National Rail in Oakham, Rutland in Engeland. Het station is eigendom van Network Rail en wordt beheerd door East Midlands Railway. 